# Donacia antiqua
Donacia antiqua — вид жуків-листоїдів роду Donacia, поширений у Північній Європі.

## Ареал
Поширений у Північній Європі, зокрема Естонія, Фінляндія, Латвія, Швеція, північно-західні регіони Росії (Ленінградська область).
Окремі зразки, знайдені в Центральній Європі та Франції були віднесені до цього виду. Натомість більш детальні дослідження показали, що центральноєвропейські жуки належать до близького виду Donacia brevitarsis.

## Охорона
У Фінляндії вид був внесений у Червоний список 2000 року як «вид під загрозою», 2010 року статус змінили на «близький до загрозливого», а 2019 — «у найменшій небезпеці».